# Krzysztof Bartoszewicz
Krzysztof Bartoszewicz (ur. 19 września 1957 w Sopocie) – polski aktor teatralny, filmowy i telewizyjny; także autor sztuk i reżyser teatralny.

## Życiorys
W latach 1977-92 był adeptem w Teatrze Dramatycznym w Gdyni. Zadebiutował rolą Posła II sejmowego w "Barbarze Radziwiłłównie" Alojzego Felińskiego w reżyserii Kazimierza Łastawieckiego 17 marca 1978 roku. W 1982 zdał w Warszawie egzamin eksternistyczny dla aktorów dramatu. Następnie w latach 1982–1983 występował w Teatrze im. A. Mickiewicza w Częstochowie, a potem w latach 1983-86 w gdyńskim Teatrze Dramatycznym. Kolejnym miejscem pracy był Teatr Dramatyczny w Elblągu, gdzie grał w latach 1986-88, a dalej - w latach 1988-95 – ponownie w Teatrze im. Mickiewicza w Częstochowie. Od roku 2005 jest aktorem Teatru Dramatycznego im. Aleksandra Sewruka w Elblągu. Gościnnie występował również w Rosji i na Ukrainie.

## Role teatralne
Teatr Dramatyczny, Gdynia
- 1978 – Barbara Radziwiłłówna jako Poseł II (reż. K. Łastawiecki)
- 1978 – Adwokat i róże  jako Młodzieniec (reż. K. Łastawiecki)
- 1978 – Czy ma pan ogień jako Liubo (reż. Jerzy Sopoćko)
- 1979 – Gromiwoja jako Herold (reż. K. Łastawiecki)
- 1979 – Wielki Fryderyk jako Generał von Bischofswerder (reż. Lech Hellwig-Górzyński)
- 1979 – Symfonia domowa jako Marek Wit (reż. K. Łastawiecki)
- 1980 – Wiatr od morza jako Adiutant (reż. Jarosław Kuszewski)
- 1981 – Zapomnieć o Herostratesie (reż. Daniel Bargiełowski)
- 1982 – Testarium jako Strażnik (reż. Zbigniew Bogdański)
- 1984 – Odprawa posłów greckich jako Członek rady (reż. Jerzy Rakowiecki)
- 1984 – Policja jako Policjant (reż. Z. Bogdański)
- 1984 – Brytan-Bryś jako Baran (reż. Andrzej Markowicz)
- 1985 – Święto Winkelrida jako Włóczęga Tobiasz (reż. Z. Bogdański)
- 1986 – Okręt jako D`Anthes (reż. Z. Bogdański)

Teatr im. A. Mickiewicza, Częstochowa
- 1982 – Opowieści lasku wiedeńskiego jako Hawliczek (reż. Henryk Adamek)
- 1983 – Zbrodnia i kara jako Piestriakow; Przechodzień II (reż. Wojciech Kopciński)
- 1983 – Terroryści jako Numer Siedem (reż. H. Adamek)
- 1983 – 3x Janusz Głowacki (Materiał) jako Porucznik (reż. Jerzy Hutek)
- 1988 – Obrona Sokratesa jako Aktor (reż. Michał Pawlicki)
- 1990 – Iwona, księżniczka Burgunda jako Żebrak (reż. Stefan Szaciłowski)
- 1990 – Zabawa w śmierć jako Siłacz (reż. Tadeusz Kijański)
- 1990 – Skok z łóżka jako Karol Edward des Saint Nom (reż. S. Szaciłowski), asystent scenografa
- 1992 – Dziady jako Botwinko (reż. Stanisław Nosowicz)

Teatr Dramatyczny, Elbląg
- 1986 – Uciekła mi przepióreczka jako Bukański (reż. J. Sopoćko)
- 1986 – Tramwaj zwany pożądaniem jako Mitch (reż. Jan Sycz)
- 1986 – Kontrakt jako Moris (reż. J. Sopoćko)
- 1987 – Ali Baba i 40 rozbójników jako Zbójca (reż. Janusz Kłosiński)
- 1987 – Odwety jako Urbaniak (reż. Sławomir Zemło)
- 1987 – Świerszcz za kominem jako Nieznajomy (reż. Ryszard Krzyszycha)
- 1990 – Brat naszego Boga jako Brat Antoni (reż. R. Krzyszycha)
- 2005 – Sen nocy letniej jako Duda / Tyzbe (reż. Mirosław Siedler)
- 2005 – Na pełnym morzu jako Średni (reż. Giovanny Castellanos)
- 2005 – Baśnie braci Grimm (reż. Grażyna Wydrowska-Wąsiel)
- 2005 – Zemsta jako Mularz (reż. Ewa Marcinkówna)
- 2006 – Lot nad kukułczym gniazdem jako Warren (reż. Wiaczesław Żiła)
- 2007 – Szalone nożyczki jako Edward Wurzel (reż. Maciej Korwin)
- 2007 – Aktor jako Cham (reż. M. Siedler); asystent reżysera
- 2008 – Świętoszek jako Pan Zgoda (reż. Bartłomiej Wyszomirski)

Inne teatry
- 1996 – Wędrówka mistrza Kościeja jako Trawin (reż. A. Markowicz; Teatr Lalki i Aktora "Miniatura" w Gdańsku)

## Inscenizacje własnych sztuk
- Wierszolandia
- Tajemnica wiedźmy Gamy
- Legenda o Neptunie
- Deszczowe dzieci – musical

## Filmografia
- 1980 – Królowa Bona jako Jan, biskup wileński, nieślubny syn Zygmunta I Starego, przyrodni brat Zygmunta II Augusta
- 1984 – Kim jest ten człowiek jako Kelner w "Grand Hotelu"
- 2005 – Sąsiedzi
- 2008 – Pitbull jako administrator (odc. 24)

## Nagrody
- 1985 – Złota Maska za rolę Mitcha w Tramwaju zwanym pożądaniem Tennessee Williamsa w reż. J. Sycza w Teatrze Dramatycznym w Elblągu